# Pinel-Hauterive
Pinel-Hauterive é uma comuna francesa na região administrativa da Nova Aquitânia, no departamento Lot-et-Garonne. Estende-se por uma área de 21,95 km². Em 2010 a comuna tinha 573 habitantes (densidade: 26,1 hab./km²).